# Bee Gees First of May (EP2)

## Közreműködők
- Barry Gibb – ének, gitár
- Maurice Gibb – ének,  gitár, zongora, basszusgitár
- Colin Petersen – dob
- stúdiózenészek
- Vince Melouney – gitár (Indian Gin and Whiskey Dry, Let There Be Love)

## A lemez dalai
- First of May  (Barry, Robin és Maurice Gibb) (1968), mono 2:50, ének: Barry Gibb
- Edison  (Barry, Robin és Maurice Gibb) (1968), mono 3:07, ének: Barry Gibb, Robin Gibb
- Lamplight  (Barry, Robin és Maurice Gibb) (1968), mono 4:47, ének: Robin Gibb